# ABS-2
ABS-2 ist ein kommerzieller Kommunikationssatellit der Firma Asia Broadcast Satellite (ABS) mit Sitz auf den Bermudas.
Er wurde am 6. Februar 2014 um 21:30 Uhr UTC mit einer Ariane-5-ECA-Trägerrakete vom Centre Spatial Guyanais bei Kourou zusammen mit Athena-Fidus gestartet und nach 27 Minuten in einer geostationären Übergangsbahn (GTO) ausgesetzt. Der Satellit muss aus dieser Bahn mit einem Perigäum von 244,4 Kilometern und einem Apogäum von 35.937 Kilometern den geostationären Orbit (GEO) mit eigenem Antrieb erreichen. Das Triebwerk des Satelliten wird mit Monomethylhydrazin (MMH) und Distickstofftetroxid (NTO) betrieben und entwickelt einen Schub von 455 N.
Der dreiachsenstabilisierte Satellit ist mit 51 Ku-Band-, 6 Ka-Band- und 32 C-BandTranspondern ausgerüstet, die zehn unabhängige Ausleuchtzonen bedienen können und soll von der Position 75° Ost aus weite Teile von Europa, Afrika und Asien mit Kommunikations- und Multimediaangeboten versorgen. Er wurde auf Basis des Satellitenbus LS-1300 von Space Systems/Loral (SS/L) gebaut und besitzt eine geplante Lebensdauer von 15 Jahren.